# Webmin
Webmin est une interface web, sous licence BSD, qui permet d'administrer simplement un serveur UNIX ou Linux à distance via n'importe quel navigateur web.

## Fonctionnalités

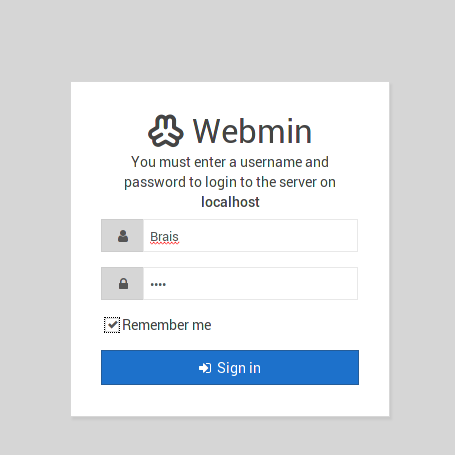
Page d'authentification de Webmin.

Développé en Perl version 5.002 pour la dernière version et en Java, Webmin permet de contrôler la majorité des serveurs logiciels utilisés par les administrateurs réseaux (Apache, Postfix, Sendmail, FTP, MySQL, PostgreSQL, Samba, SSH, BIND, etc.).
Il peut également gérer les utilisateurs (comptes utilisateurs, gestion des quotas, répertoires, groupes, droits, etc.), les archives des actions sur le système (fichiers logs), les clusters, les systèmes de fichiers voire l'arrêt ou le redémarrage du serveur.

## Installation
Il est conseillé de l'installer avec un paquet spécifique à sa distribution (UNIX ou Linux). Ainsi, le paquet va installer Webmin en prenant en considération ses spécificités, notamment les chemins des fichiers de configuration. À la première connexion, le programme demande un mot de passe (le root pour un contrôle total du serveur). Il est possible de créer d'autres utilisateurs Webmin en indiquant les parties que l'utilisateur pourra administrer depuis l'interface.

## Fonctionnement
Webmin est un service qui se lance au démarrage du serveur et qui est accessible via un URI. L'utilisateur peut se connecter à l'interface en indiquant dans l'URL (URL, adresse IP, etc.) du serveur le port de l'application (par défaut 10000). Ce port peut être redéfini directement depuis l'interface, tout comme beaucoup d'autres paramètres.
Par exemple : https://www.mondomaine.com:10000 ou https://192.168.0.1:10000.
Il est possible d'activer TLS (conseillé si adresse publique), dans ce cas l'adresse est de type https://www/num.xyz.xzy.yxz:10000 et il est possible aussi de changer le port par défaut de Webmin (10000) en le modifiant directement sur /etc/webmin/miniserv.conf.
Webmin est en somme un simple logiciel serveur Web composé de plusieurs CGI qui mettent à jour les fichiers de configuration tels que /etc/inetd.conf et /etc/passwd (non exhaustif).